# Shuidonggou
Shuidonggou (Chinees: 水洞沟遗址, pinyin: Shuǐdònggōu yízhǐ) was een van de eerste paleolithische vindplaatsen die in China zijn ontdekt. Het is gelegen op het Ordosplateau, vlak bij de stad Lingwu, in de Autonome Hui Regio Ningxia, op de rechteroever van de Gele Rivier. Het staat sinds 1988 op de lijst van nationale historische en culturele bezienswaardigheden van Ningxia.
De site ligt nabij een verwoest deel van de Chinese Muur en werd in 2006 opgenomen in een plaatselijk toeristisch park. Het is onderdeel van een in juni 2011 geopend paleolithisch museum.

## Site
Shuidonggou is een complex van een tiental openluchtsites in de buurt van de Gele Rivier, verspreid over de provincies Ningxia en Binnen-Mongolië, op een hoogte van 1.240 tot 1.300 m, Het droge lössplateau maakt het onderzoek naar menselijke nederzettingen eenvoudiger, maar verbetert niet noodzakelijkerwijs het behoud van organisch materiaal.

## Geschiedenis van het onderzoek
Het werd ontdekt in de jaren twintig door de jezuitische paleontologen Émile Licent en Pierre Teilhard de Chardin, die het presenteerden als een representatieve plek van het Ordosien. Sindsdien is het onderwerp geweest van talrijke studies door Chinese en westerse onderzoekers.

## Chronologie
De bewoning strekte zich uit van 43.000 tot 12.000 jaar vóór heden (BP), wat overeenkomt met het initieel laatpaleolithicum en de laatste fase van de laatste ijstijd.

## Vondsten
Levallois-debitage en klingen-debitagetechnieken zijn van 43.000 - 25.000 BP aanwezig, tegelijkertijd met een industrie uit het beginnend laatpaleolithicum, daterend van 43.000 - 33.000 BP. Deze industrieën lijken hun oorsprong te vinden in West-Eurazië, terwijl in het binnenland en zuiden van China industrieën gebaseerd op de productie van afslagen werden aangetroffen. Daarnaast leverde de site een groot aantal schrabbers en racloirs.
In tegenstelling tot de naburige site van Xarusgol leverde het slechts weinig dierlijke resten op. Deze zijn hoofdzakelijk van onagers en struisvogeleierschalen, zeldzamer van runderen, wolharige neushoorns, grottenhyena's, steppegazelles en Spirocerus kiakhtensis.